# Motorola
Motorola (wymowa: ˌmoʊtəˈroʊlə) – byłe amerykańskie przedsiębiorstwo elektroniczne z siedzibą w Schaumburgu koło Chicago (USA), założone w 1928 roku. 4 stycznia 2011 podzieliło się na dwa przedsiębiorstwa: Motorola Mobility i Motorola Solutions.
Było spółką publiczną notowaną na giełdzie nowojorskiej (NYSE) (od 26 maja 1946, symbol giełdowy: MOT), a w przeszłości także tokijskiej (od października 1988 do czerwca 2005) i Chicago Stock Exchange.
Znane z produkcji szerokiego zakresu urządzeń, między innymi telefonów komórkowych, sprzętu nadawczo-odbiorczego, oraz infrastruktury sieciowej dla telefonii komórkowej GSM i CDMA. Wcześniej (oddział Semiconductor Product Sector) znana również jako producent elementów półprzewodnikowych, w tym procesorów do komputerów osobistych Atari, Commodore Amiga, Apple Macintosh. SPS już dzisiaj nie jest częścią Motoroli, oddział ten został przekształcony w oddzielną spółkę, Freescale Semiconductor.
Przedsiębiorstwo zaangażowane było również w budowę cyfrowych systemów łączności radiowej TETRA oraz satelitarnego systemu radiokomunikacji Iridium.

## Działalność
Przedsiębiorstwo powstało w 1928 roku pod nazwą Galvin Manufacturing Corp. Obecną nazwę przyjęto w 1947 roku, jednak słowo Motorola było znakiem firmowym już od 1930 roku (pochodzi od słów „Motor”, czyli silnik, oraz „Victrola” – potoczna nazwa fonografu firmy RCA Victor – w tych latach; początkowo Motorola była bowiem jednym z pierwszych producentów samochodowych odbiorników radiowych).
Przedsiębiorstwo wzbogaciło się znacznie na dostawach sprzętu radiowego dla armii amerykańskiej. Obecnie główny ośrodek Motoroli, zajmujący się wytwarzaniem technologii na potrzeby wojska, znajduje się w Tel Awiwie.
Motorola jest wymieniana wśród przedsiębiorstw przodujących w białym wywiadzie. W rankingu The Futures Group, Motorola zajmuje drugie miejsce.
W 2004 roku ze spółki wydzielono producenta mikroprocesorów Freescale Semiconductor.
Po latach kryzysu na rynku telefonów komórkowych, przedsiębiorstwo powróciło do gry, oferując model RAZR V3. Połączenie cieszącego oko designu i najnowszych, mobilnych technologii zaowocowało przyznaniem nagrody za najlepszy model roku 2004. Superpłaski RAZR V3 nie był ostatnim słowem amerykańskiego giganta. Spółka wypuściła na rynek kolejne telefony, które znalazły uznanie w oczach klientów (m.in. ROKR E1, L6, L7 SLVR, V3i, V3x).
Wbrew wcześniejszym obietnicom Motorola wstrzymała usunięcie ze swych produktów toksycznych chemikaliów, co dało jej przedostatnie (trzynaste) miejsce w rankingu „Zielonej elektroniki” („Greener electronics”) prowadzonym przez Greenpeace International. Przedsiębiorstwo podjęła więc energiczne działania dzięki którym w kolejnej (drugiej) edycji rankingu, opublikowanym 6 grudnia 2006, awansowała na czwarte miejsce.
Motorola corocznie od 2004 roku notuje 100% w rankingu Corporate Equality Index.
15 sierpnia 2011 roku firma Google ogłosiła w oficjalnym komunikacie przejęcie Motorola Mobility.
Na początku 2014 roku chińskie przedsiębiorstwo Lenovo kupiła spółkę Motorola Mobility za 3 mld USD. Google pozostawiło sobie znaczne portfolio patentowe, na które licencje udostępnia firmie Lenovo.

### Motorola w Polsce
W kwietniu 1998 Motorola otworzyła w Polsce, w Krakowie, Centrum Oprogramowania. Jest ono jednym z dwudziestu takich placówek rozsianych po całym świecie, zatrudniających około pięciu tysięcy inżynierów. Do roku 2008 centra te tworzyły Global Software Group, obecnie są częścią biznesów Motoroli. Centrum krakowskie produkuje i integruje oprogramowania stacji bazowych telefonii komórkowej trzeciej generacji w systemach CDMA, UMTS (biznes Home & Networks Mobility) oraz w standardzie TETRA/APCO dla służb bezpieczeństwa publicznego (biznes Enterprise Mobility Solutions). Krakowskie centrum Motoroli uczestniczy też w tworzeniu oprogramowania elementów platformy wspierającej infrastrukturę trzeciej generacji (High Availability Platform), do systemów charakteryzujących się minimalnym czasem awarii. Polscy inżynierowie koordynują w niektórych dziedzinach działania badawczo-rozwojowe Motoroli w regionie Europy Środkowo-Wschodniej. Krakowski ośrodek Motoroli posiada unikalne w skali światowej laboratorium infrastruktury komórkowej w systemach CDMA i UMTS, dzięki czemu może tworzyć i integrować oprogramowanie, ale i świadczyć 24-godzinny serwis dla operatorów komórkowych, takich jak Sprint, KDDI, Verizon i Alltel. Obecnie ośrodek zatrudnia blisko 1000 osób. Po podziale Motoroli krakowskie Centrum Oprogramowania weszło w skład Motoroli Solutions.
Sprzedażą produktów Motoroli na terenie Polski zajmuje się Motorola Polska Sp. z o.o. z siedzibą w Warszawie.
Na początku 2007 r. również w Krakowie powstało Motorola Finance Operation Service Center jako część globalnej sieci centrów finansowych dostarczających usług księgowo-rozliczeniowych dla oddziałów przedsiębiorstwa. Centrum to jest ośrodkiem insourcingowym, zorientowanym na obsługę rozliczeniową oddziałów przedsiębiorstwa w regionie Europy, Bliskiego Wschodu i Afryki.
Produkty Motoroli są obecnie dostępne w sieciach Plus, T-Mobile, Orange, Play oraz w wielu sieciach sklepów RTV/AGD.